# Lostallo
Lostallo (toponimo italiano; in lombardo Losc'tàl) è un comune svizzero di 924 abitanti del Canton Grigioni, nella regione Moesa.

## Geografia fisica
Lostallo è situato in Val Mesolcina, sulla sponda destra della Moesa; dista 23 km da Bellinzona e 95 km da Coira. Il punto più elevato del comune è la cima del Piz de Groven (2 694 m s.l.m.), che segna il confine con Cauco e Verdabbio.

## Storia
Attestato dal 1219, fino al 2000 Lostallo ospitava ogni 25 aprile la Centena, l'assemblea pubblica di tutti i vicini del Comun grande di Mesolcina.
Il 21 giugno 2024, il territorio di Lostallo è stato interessato da eventi alluvionali che hanno colpito in maniera particolarmente grave la frazione Sorte.

## Monumenti e luoghi d'interesse

### Architetture religiose
- Chiesa parrocchiale cattolica di San Giorgio, attestata dal 1219 e ampliata nel XVII secolo[3];
- Oratorio di San Nicolao in località Cabbiolo, eretta nel 1611[6];
- Cappella di Santa Maria Assunta in località Sorte, eretta nel 1611[3];
- Cappella di San Carlo Borromeo, eretta nel 1633[3].

### Architetture civili
- Grotti[3];
- Case patrizie in località Cabbiolo[6];
- Diga della Darbola[3].

## Società

### Evoluzione demografica
L'evoluzione demografica è riportata nella seguente tabella:
Abitanti censiti

## Economia
L'agricoltura e l'allevamento, in particolare del salmone, svolgono ancora un ruolo significativo nel comune; a Lostallo hanno inoltre sede ditte di costruzioni e di falegnameria e una centrale idroelettrica.

## Infrastrutture e trasporti
È servito dall'uscita autostradale omonima, sulla A13/E43. La stazione ferroviaria omonima della ferrovia Bellinzona-Mesocco è in disuso.